# Aeroporto de Telêmaco Borba
Aeroporto de Telêmaco Borba  também conhecido como Aeroporto Monte Alegre (IATA: TEC, ICAO: SSVL), é um aeroporto público brasileiro, localizado no município de Telêmaco Borba, no Paraná. É administrado pela empresa Klabin S.A..

## História
No âmbito aeroviário a cidade de Telêmaco Borba é servida atualmente apenas pelo Aeroporto de Telêmaco Borba, já que a pista de voos localizada na Fazenda Monte Alegre foi definitivamente desativada. A pista para serviços aéreos na fazenda tinha 950 metros e na época em que foi construída era considerada uma das maiores do Paraná, contava ainda com um serviço aéreo regular entre São Paulo, Harmonia (Monte Alegre), Curitiba e vice-versa, pela companhia aérea Cruzeiro do Sul.
Em 28 de abril de 1987 foi inaugurado o Aeroporto de Telêmaco Borba, sendo de propriedade do Município e de responsabilidade da prefeitura. Pelo contrato de concessão nº 007/2006 (resultado da Concorrência Pública nº 03/2005), que estabelece as condições da concessão de uso, administração, manutenção, operação e exploração comercial do aeroporto, é operado pela empresa Klabin S.A., por cinco anos, prorrogável por igual período.

## Localização
O acesso ao aeroporto de Telêmaco Borba é realizado pela rua Rio Iguaçu, no Jardim Aeroporto, que se conecta com a Rodovia do Papel (PR-160). Está localizado a 813 metros de altitude em relação ao nível do mar, servindo toda a região de Telêmaco Borba e sendo considerado, até então, o maior aeroporto da região dos Campos Gerais do Paraná.
Atende principalmente a população de Telêmaco Borba, que contava em 2021 com uma população estimada em 80 588 habitantes, além de municípios como Ortigueira, Tibagi, Curiúva, Imbaú, Ventania, Sapopema, Figueira, Cândido de Abreu e Reserva, compreendendo uma região de aproximadamente 200 mil habitantes.
Nas proximidades de Telêmaco Borba há aeroportos regionais com voos regulares como, por exemplo, o Aeroporto de Ponta Grossa distante cerca de 138 km e o Aeroporto de Londrina distante cerca de 182 km. Em relação ao Aeroporto Internacional Afonso Pena, na região de Curitiba, está localizado aproximadamente a 268 km.

## Infraestrutura
Identificado pela sigla SSVL, o aeroporto possui uma ampla infraestrutura, com uma pista revestida com asfalto de 1 800 metros de comprimento por 30 metros de largura e atende, normalmente, a uma média de 67 pousos e decolagens por mês. Pelo Plano Aeroviário Estadual do Paraná do ano de 2014, elaborado pela Secretaria de Estado de Infraestrutura e Logística do Paraná (SEIL-PR) e pela Fundação de Amparo à Pesquisa e Extensão Universitária (FAPEU), o aeroporto de Telêmaco Borba é classificado como aeroporto local, caracterizado pela operação exclusiva da aviação não regular de pequeno porte.
O aeroporto, que possui infraestrutura até para operar em período noturno, dispõe de uma área total de cerca de 54 000 m² e atende a pouso e decolagem de aviões de pequeno e médio porte. As instalações do aeroporto compreendem, além da pista de pouso e decolagem, pátio de acesso e o pátio de manobras, com 70 metros de extensão e 7,5 metros de largura, com uma área de 2 100 m², pátio de manobra com 100 metros de extensão e 4,28 metros de largura, com uma área de 3 000 m². Também conta com um terminal para o atendimento de passageiros, hangares para diversos fins, estacionamento para veículos e acesso pavimentado. Já o projeto de expansão prevê novos terminal de passageiro, pátio de aeronaves, seção contra incêndio, e Segundo a Secretaria de Aviação Civil - SAC, um estudo preliminar de um projeto concluído prevê uma área de 6 676 m² para
desapropriação, a cargo da prefeitura, além da potencialidade de otimizar a integração com a rede estadual de aeroportos.

## Voos comerciais
Em 2019, foi anunciado o retorno dos voos comerciais no aeroporto, com aeronaves Cessna Grand Caravan da empresa Two Flex, em parceria com a Gol Linhas Aéreas, ligando o município a Curitiba e Cornélio Procópio. As operações fazem parte do Programa Voe Paraná, do governo estadual, que objetiva o aumento de cidades atendidas por linhas aéreas, tendo em contrapartida a redução do ICMS sobre o querosene de aviação. Porém, em 2020 a empresa aérea contratada pelo programa Voe Paraná foi vendida e os voos cancelados no estado. Em janeiro de 2022 os voos comerciais retornaram com a Azul Conecta, com três frequências semanais para Curitiba.